# グリチルリチン酸 β-グルクロニダーゼ
グリチルリチン酸 β-グルクロニダーゼ(Glycyrrhizinate beta-glucuronidase, EC 3.2.1.128)は、以下の化学反応を触媒する酵素である。
グリチルリチン酸 + 水 {\displaystyle \rightleftharpoons } 1,2-β-D-グルクロノシル-D-グルクロン酸 + グリチルレチン酸
従って、この酵素の2つの基質は、グリチルリチン酸と水、一方、2つの生成物は1,2-β-D-グルクロノシル-D-グルクロン酸とグリチルレチン酸である。
この酵素は、加水分解酵素、特にO-及びS-グリコシル化合物を加水分解するグリコシダーゼに分類される。系統名は、グリチルリチン酸 グルクロノシルヒドロラーゼ(glycyrrhizinate glucuronosylhydrolase)である。